# Begraafplaats van Haubourdin
De Begraafplaats van Haubourdin is een gemeentelijke begraafplaats in de Franse gemeente Haubourdin in het Noorderdepartement. De begraafplaats ligt ten zuidoosten van het oude centrum van Haubourdin.
Tijdens het grootste deel van de Eerste Wereldoorlog lag Haubourdin in Duits gebied. Verschillende Duitse veldhospitalen gebruikten de begraafplaats. Als uitbreiding aan de westkant van de begraafplaats legden de Duitsers in 1915 het Deutscher Soldatenfriedhof Haubourdin aan, waar nu ongeveer 1000 gesneuvelden liggen. Op de gemeentelijke begraafplaats zelf bevindt zich een perk met Franse oorlogsgraven en ook een Brits oorlogsgraf. Aan de zuidoostkant van de begraafplaats bevindt zich de Nécropole Nationale d'Haubourdin, een Franse militaire begraafplaats met bijna 2000 Franse gesneuvelden, vooral uit de Tweede Wereldoorlog.

## Britse oorlogsgraven
Op de begraafplaats bevindt zich 1 geïdentificeerd Brits oorlogsgraf uit de Eerste Wereldoorlog Het wordt onderhouden door de Commonwealth War Graves Commission. In de CWGC-registers is de begraafplaats opgenomen als Haubourdin Communal Cemetery.
Tijdens de oorlog waren tientallen Britse gesneuvelden begraven op de gemeentelijke begraafplaats en de Duitse militaire uitbreiding. Na de oorlog werden 11 graven uit de begraafplaats overgeplaatst naar Laventie Military Cemetery in La Gorgue en 44 graven uit de Duitse begraafplaats overgeplaatst Cabaret-Rouge British Cemetery in Souchez.

## Galerij van afbeeldingen

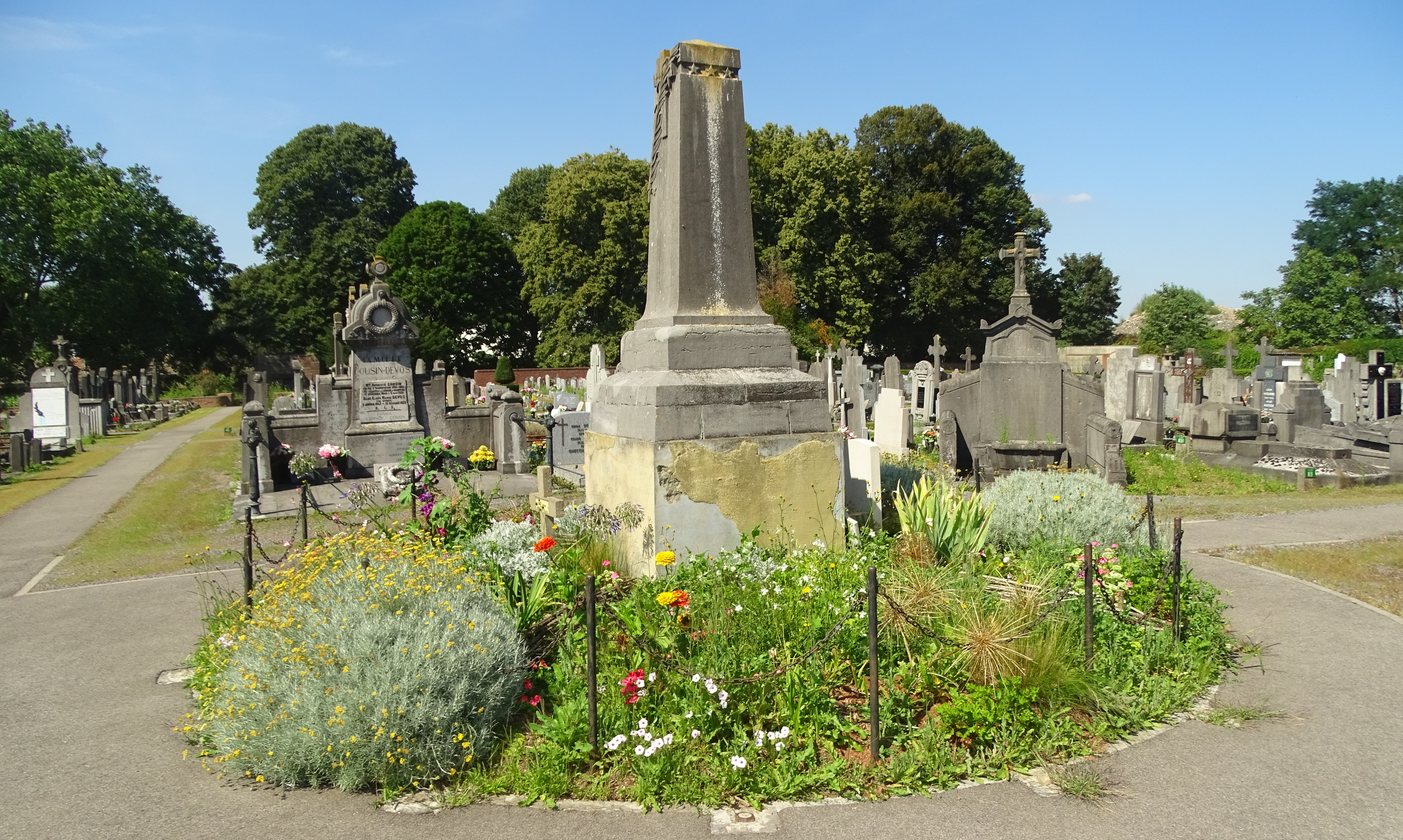
Algemene begraafplaats
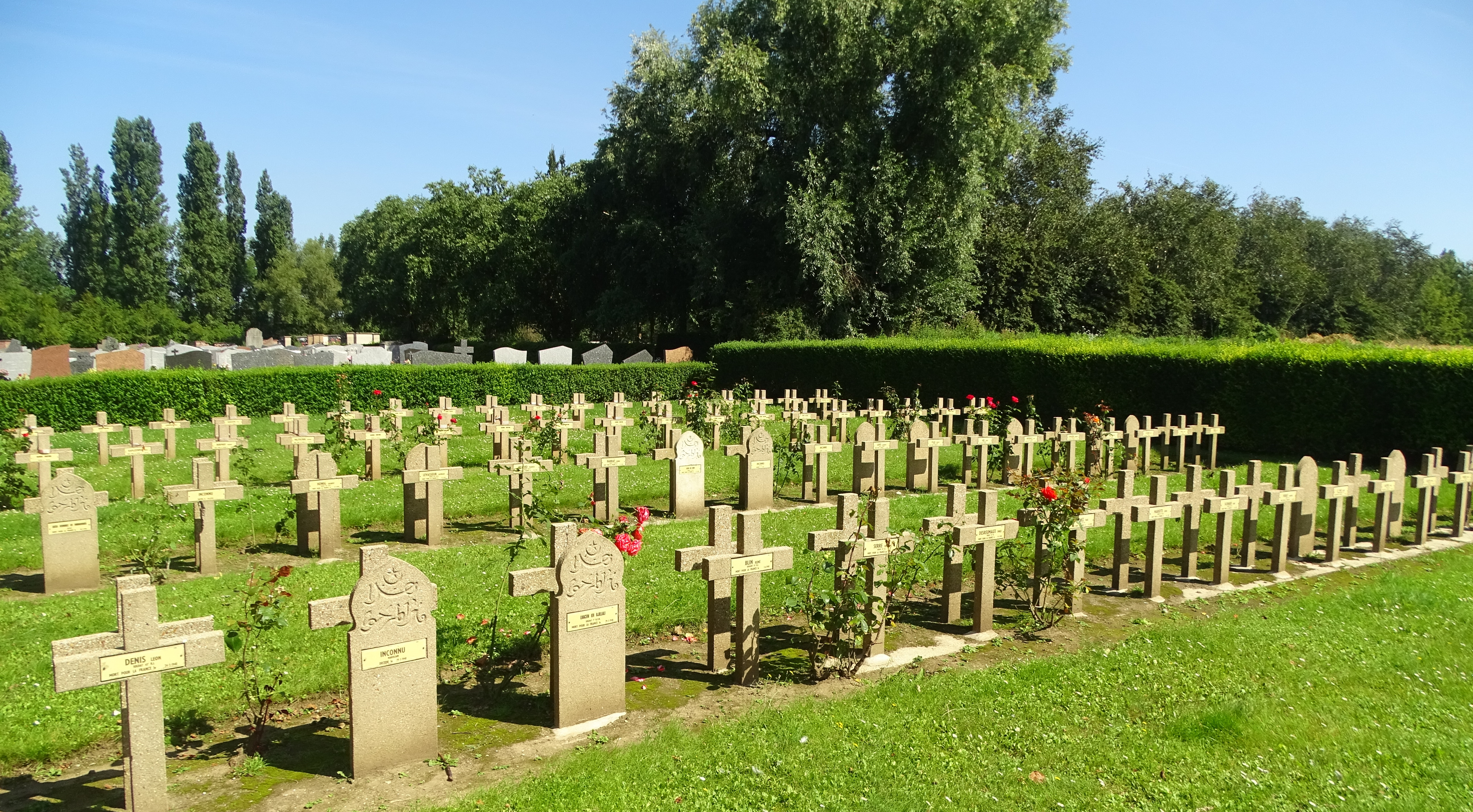
Nécropole nationale d'Haubourdin
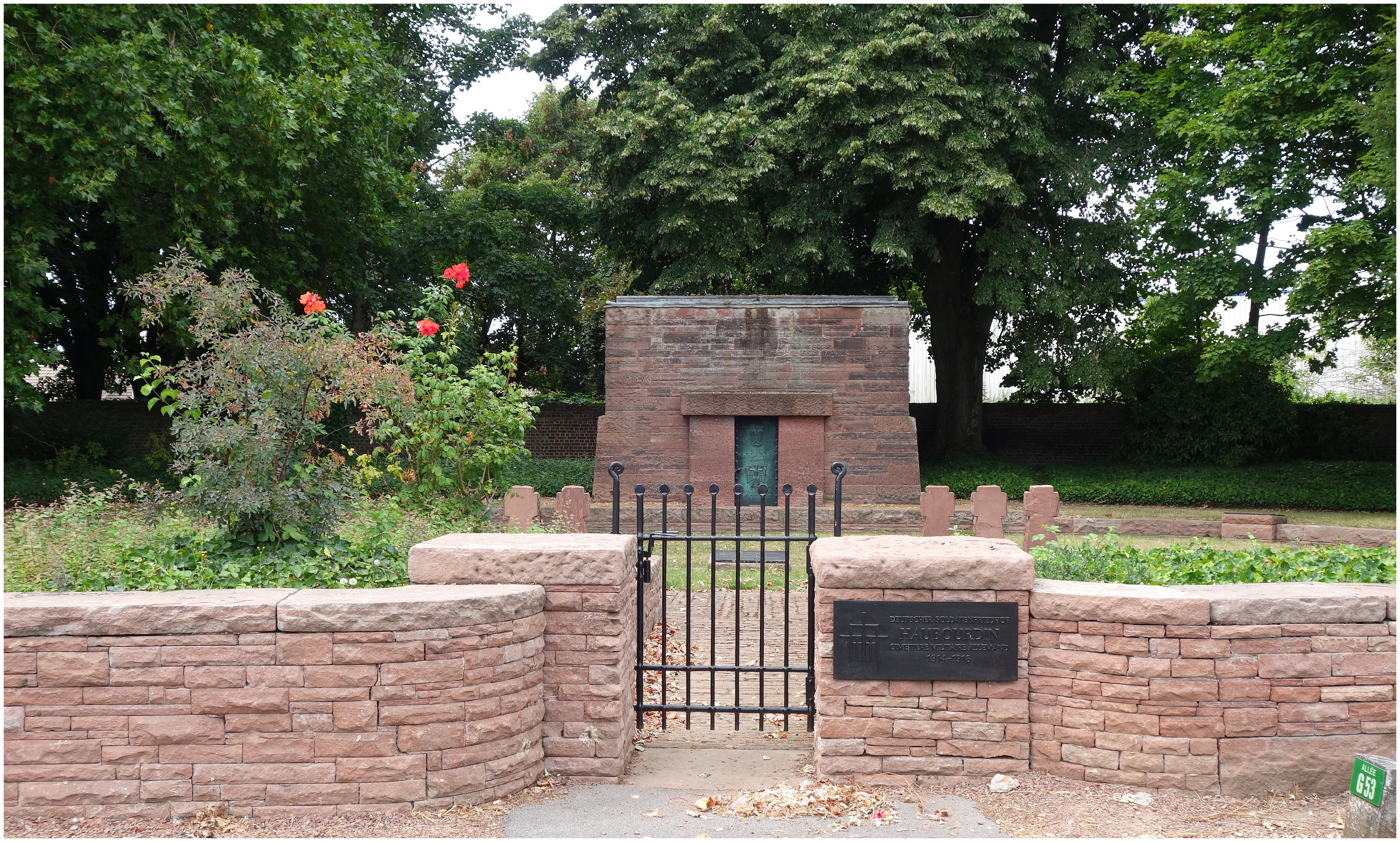
Deutscher Soldatenfriedhof Haubourdin